# Bengt Rydén
Bengt Rydén, född 1936, är en svensk ekonom, ekonomijournalist och företagsledare.

## Utbildning och tidig karriär
Efter studentexamen på latinlinjen påbörjade Rydén 1957 studier vid Handelshögskolan i Stockholm. Han arbetade under 1960-talet som utredare vid Studieförbundet Näringsliv och Samhälle (SNS) och Industriens Utredningsinstitut (IUI) till 1970.
Rydén disputerade vid Handelshögskolan i Stockholm 1972 på doktorsavhandlingen Fusioner i svensk industri: en kartläggning och orsaksanalys av svenska industriföretags fusionsverksamhet 1946-69 och blev därigenom ekonomie doktor (ekon.dr). Avhandlingen var baserad på hans forskning vid IUI.

## Karriär
Han var chefredaktör för Veckans Affärer 1971–1973, och återkom därefter till SNS som verkställande direktör 1974-1984.
Under Rydéns VD-tid intog SNS (som hade grundats 1948 med en samförståndsinriktning) en mycket försonligare hållning till socialdemokraternas förslag om löntagarfonder än flera andra näringslivsankutna organisationer, och försökte hitta kompromisser mellan förespråkare och motståndare. SNS och Rydén blev därför föremål för viss kritik inom näringslivsleden. Rydén var därefter chef för Stockholmsbörsen från 1985 till 1998. Rydén var där en av de drivande krafterna bakom börsens modernisering. Börsen var ännu vid mitten av 1980-talet en institution i gränslandet mellan privat och offentligt.  Från 1999 till 2008 var han ordförande för Sjunde AP-fonden. Rydén är även verksam hos Hallvarsson & Halvarsson. 

## Utmärkelser
- Ledamot av Ingenjörsvetenskapsakademien[8] 1986

## Familj
Han är son till Gunnar Rydén och Ragnhild (f. Söderbaum).